# 嶋貫秀樹
嶋貫 秀樹（しまぬき ひでき、1959年（昭和34年）9月26日 - ）は、秋田県大曲市（現在の大仙市）出身の起業家、慈善団体活動家。
公益財団法人日本国際育成支援機構会長。
2014年4月一般財団法人南アジア友好協会設立。現在公益財団法人公益財団法人日本国際育成支援機構に改称。

## 参考
- 独立行政法人日本スポーツ振興センター スポーツ・フォー・トゥモロー ウェブページ
- 日本財団CANPAN ウェブページ
- 社会貢献プラットフォーム「gooddo」 ウェブページ
- かざして募金 ウェブページ